# Danlí
Danlí is een stad en gemeente (gemeentecode 0703) in het departement El Paraíso in Honduras. De stad grenst aan Nicaragua; het is met haar 207.000 inwoners de vijfde grootste stad van het land.
De stad ligt op 92 kilometer van Tegucigalpa, en wordt omgeven door heuvels met pijnbomen. Hierdoor wordt ze de "Stad van de heuvels" (Ciudad de las Colinas) genoemd.

## Geschiedenis
In 1678 erfden de broers Pedro en Alonso Ortiz de Fúnez in dit gebied een boerderij die Danlí heette. Bij de Spaanse Kroon konden zij hier verschillende stukken land op hun naam zetten, omdat de streek onbewoond, bergachtig en moeilijk begaanbaar was. In 1690 waren er al verschillende wachttorens, een kerk en veekralen.
Danlí hoorde bij het departement Olancho tot het overging naar El Paraíso.
Rond de overgang van de 19e naar de 20e eeuw hebben er in de omgeving van Danlí verschillende gevechten plaatsgevonden tussen het leger en groeperingen die de regering omver wilden werpen.

## Moderne tijd
In de omgeving van Danlí wordt veel maïs geproduceerd. In augustus wordt er het Maïsfestival (Festival del Maíz) gevierd, met kunstwedstrijden, rodeo's en sportcompetities.
Een typisch gerecht van Danlí is de alboroto, ook wel sopapo genoemd. Het bestaat uit geroosterde sorghumkorrels. Verder bestaat er een speciale bonensoort, de Danlí 46.

## Kerk en consistoriehuis
De eerste kerk, gebouwd in de tijd van de broers de Fúnez, was gewijd aan Maria-Ontvangenis. Toen in 1808 de priester Miguel Ignacio de Córdova y Artica overleed, liet hij geld na om een nieuwe kerk te bouwen. De bouw hiervan begon in 1817, onder leiding van de priester José Bruno de Medina y Valderas, die tevens parlementslid was.
Deze kerk is ook gewijd aan Maria-Ontvangenis. Hij is opgebouwd in neoklassieke stijl. Bezienswaardig is het altaarstuk Las Animas. Er zijn plannen om de kerk te restaureren, maar het is moeilijk om hier financiering voor te vinden.
Het consistoriehuis stamt uit 1857. Nu is er het Gemeentelijk Museum (Museo Municipal) gevestigd. Het bevat antieke werktuigen uit de mijnbouw en een collectie schelpen. Tevens huisvest het gebouw een archief met documenten vanaf 1830 en een informatiecentrum voor toeristen.

## Symbolen
Symbolen van de stad Danlí zijn:
- De vlag, bestaande uit 3 horizontale banen: groen, wit en bordeaux. Deze staan respectievelijk voor de landbouw, zuiverheid en gastvrijheid.
- De vogel van de stad: de zanate (Cassidix mexicanus).
- De bloem van de stad: de napoleon.
- Het zoogdier van de stad: de brulaap.
- De boom van de stad: de jiñicuado (Bursera simaruba).

## Bevolking
De bevolking is als volgt verdeeld:
| Vrouwen | 104.494 | 50,5% |
| Mannen  | 102.428 | 49,5% |

## Dorpen
De gemeente bestaat uit 38 dorpen (aldea), waarvan de grootste qua inwoneraantal: Danlí (code 070301), Santa Maria (070336)  en Villa Santa (070338) (070211).